# Prima Ligă Macedoneană 2009-2010
Sezonul 2009-2010 constă într-o singură divizie cu 12 echipe. La sfârșitul sezonului, prima echipă devine campioană, în timp ce ultimele 4 sunt retrogradate în Liga secundă. Campioana sezonului anterior este Makedonija GP.

## Cluburi participante
| Club                | Poziția din sezonul 2008-09 | Primul sezon în Prima Ligă |
| ------------------- | --------------------------- | -------------------------- |
| Makedonija GP       | 1                           | 1992-93                    |
| FK Metalurg Skopje  | 9                           | 1992-93                    |
| FK Milano Kumanovo  | 2                           | 2007-08                    |
| FK Teteks           | 1 Liga secundă              | 2008-09                    |
| FK Pelister         | 10                          | 1992-93                    |
| FK Pobeda Prilep    | 8                           | 1992-93                    |
| Rabotnicki Kometal  | 4                           | 1998-99                    |
| FK Renova           | 3                           | 2005-06                    |
| FK Sileks Kratovo   | 7                           | 1992-93                    |
| FK Turnovo          | 6                           | 1996-97                    |
| Vardar Skopje       | 5                           | 1992-93                    |
| FK Sloga Jugomagnat | 2 Liga secundă              | 2008-09                    |

## Detalii cluburi
| Club                        | Oraș      | Stadion               |
| --------------------------- | --------- | --------------------- |
| FK Makedonija Gjorče Petrov | Skopje    | Gjorče Petrov Stadium |
| FK Metalurg                 | Skopje    | Železarnica Stadium   |
| FK Milano                   | Kumanovo  | Milano Arena          |
| FK Pelister                 | Bitola    | Tumbe Kafe Stadium    |
| FK Pobeda                   | Prilep    | Goce Delčev Stadium   |
| FK Rabotnički               | Skopje    | Philip II Arena       |
| FK Renova                   | Džepčište | City Stadium Tetovo   |
| FK Sileks                   | Kratovo   | Sileks Stadium        |
| FK Sloga Jugomagnat         | Skopje    | Čair Stadium          |
| FK Teteks                   | Tetovo    | City Stadium Tetovo   |
| FK Horizont Turnovo         | Turnovo   | Kukuš Stadium         |
| FK Vardar                   | Skopje    | Philip II Arena       |

## Golgheteri
12 goals
- Besart Ibraimi (Renova)
- Dušan Savić (Rabotnički)

11 goals
- Bobi Božinovski (Rabotnički)
- Boban Jančevski (Renova)

10 goals
- Ilija Nestoroski (Pobeda)

9 goals
- Dragan Dimitrovski (Pelister)

7 goals
- Dragan Georgiev (Turnovo)
- Boško Stupić (Vardar)

6 goals
- Ivica Gligorovski (Makedonija)

5 goals
- Marjan Altiparmakovski (Pelister)
- Miroslav Milošević (Turnovo)
- Blagoja Todorovski (Renova)
- Gjorgji Zarevski (Sileks)
- Wandeir (Rabotnički)

## Clasament
| Poz | Echipa               | MJ | V  | E  | Î  | GM | GP | G   | Pct  | Promovare sau retrogradare                              | Rezultat direct |
| --- | -------------------- | -- | -- | -- | -- | -- | -- | --- | ---- | ------------------------------------------------------- | --------------- |
| 1   | Renova (C)           | 26 | 17 | 4  | 5  | 45 | 21 | +24 | 55   | Liga Campionilor 2010-11 Turul doi preliminar           |                 |
| 2   | Rabotnički           | 26 | 15 | 5  | 6  | 38 | 20 | +18 | 50   | Turul doi preliminar al UEFA Europa League 2010-2011    |                 |
| 3   | Metalurg             | 26 | 12 | 11 | 3  | 35 | 16 | +19 | 47   | Turul doi preliminar al UEFA Europa League 2010-2011    |                 |
| 4   | Pelister             | 26 | 11 | 6  | 9  | 28 | 27 | +1  | 39   |                                                         |                 |
| 5   | Sileks               | 26 | 8  | 8  | 10 | 29 | 33 | −4  | 32   |                                                         |                 |
| 6   | Vardar               | 26 | 9  | 6  | 11 | 31 | 28 | +3  | 0304 |                                                         |                 |
| 7   | Teteks               | 26 | 8  | 6  | 12 | 31 | 30 | +1  | 30   | UEFA Europa League 2010–11 Runda a II a de calificare 1 |                 |
| 8   | Turnovo              | 26 | 8  | 5  | 13 | 27 | 35 | −8  | 0263 |                                                         |                 |
| 9   | Milano (R)           | 26 | 1  | 3  | 22 | 14 | 81 | −67 | 6    | Play-off retrogradare 2009-10                           |                 |
| –   | Makedonija (R)       | 10 | 5  | 4  | 1  | 23 | 5  | +18 | 02   | Retrogradare în Vtora Liga 2010-11                      |                 |
| –   | Pobeda (R)           | 0  | 0  | 0  | 0  | 0  | 0  | 0   | 05   | Retrogradare în Vtora Liga 2010-11                      |                 |
| –   | Sloga Jugomagnat (R) | 10 | 3  | 2  | 5  | 9  | 16 | −7  | 02   | Retrogradare în Vtora Liga 2010-11                      |                 |

Sursa: FFM mk en
Reguli de clasare: 
1st points; 2nd goal difference; 3rd goals scored; 4th head-to-head points; 5th head-to-head goal difference; 6th head-to-head goals scored; 7th draw.

For deciding champions, qualification to UEFA Cup, relegation play-offs and relegation: 1st points; 2nd head-to-head points; 3rd head-to-head goal difference; 4th head-to-head goals scored; 5th play-off.
1by winning the Macedonian Cup 2009–10.
2Makedonija and Sloga Jugomagnat were suspended and expelled from Prva Liga for not appearing in two consecutive matches in the championship. Their matches from the 12th round onwards were expunged.
3Turnovo were deducted 3 points for not showing up for the match against Metalurg in the 14th round.
4Vardar were deducted 3 points for not showing up for the match against Metalurg in the 18th round.
5Pobeda were suspended and expelled from Prva Liga. All their matches were expunged.
POZ = Poziția în clasament; (C) = Campioană; (R) = Retrogradată; (P) = Promovată; (E) = Eliminată; (O) = Câștigătoare de play-off; (A) = Avansează în runda următoare. 
Aplicabil doar când sezonul nu este terminat: 
(Q) = Calificare în faza competiției indicată; (TQ) = Calificare în competiție, dar încă nu în faza indicată; (RQ) = Calificată în competiția de retrogradare indicată; (DQ) = Descalificată din competiție.

Head-to-Head: rezultatele în meciurile directe sunt folosite pentru a departaja echipele.